# Shadow Play
Shadow Play è un celebre brano musicale del chitarrista e cantautore irlandese Rory Gallagher, pubblicato nel 1978 nell'album Photo-Finish.